# Dinopium
Genre
Dinopium est un genre comprenant quatre espèces de pics qui sont endémiques à la zone indomalaise.

## Liste des espèces et sous-espèces
Selon la classification de référence du Congrès ornithologique international (version 14.1, 2024) :
- Dinopium shorii – Pic de Shore
- Dinopium javanense – Pic à dos rouge
- Dinopium everetti – Pic d'Everett
- Dinopium benghalense – Pic du Bengale
- Dinopium psarodes – Pic de Lichtenstein